# Abigail Johnson
Abigail Pierrepont "Abby" Johnson (Boston, 19 de diciembre de 1961) es una empresaria e inversora estadounidense. Desde 2014, Abigail Johnson es presidenta y CEO para Estados Unidos de Fidelity Investments (FMR). Además preside la compañía gemela Fidelity International (FIL).
Fidelity fue fundada por su abuelo Edward C. Johnson II. Su padre, Edward C. "Ned" Johnson III, preside el Grupo FMR. En marzo de 2013, la familia Johnson poseía un 49% del total de la compañía. La riqueza de Abigail Johnson es de aproximadamente $15.900 millones, lo que la hace una de las mujeres más ricas del mundo. En 2015, fue incluida en el puesto 19.º entre las mujeres más ricas, según la revista Forbes.

## Biografía
Johnson graduó en el Hobart and William Smith College con un BA en Historia del Arte en 1984.

## Trayectoria
Después de una breve estancia como asesora en Booz Allen Hamilton de 1985–86, Johnson completó un MBA en Harvard Business School y se unió a Fidelity como analista y directora de cartera en 1988. Fue promovida a una función ejecutiva en administración de inversiones en FMR en 1997. Desde entonces ha pasado por todos los departamentos de la compañía. Fue nombrada presidenta en agosto de 2012.
En octubre de 2014, Abigail Johnson fue nombrada además CEO de Fidelity.

## Premios y honores
Johnson es miembro del Committee on Capital Markets Regulation. También forma parte del Consejo de administración de Securities Industry and Financial Markets Association (SIFMA). Es la primera mujer miembro del Financial Services Forum.
En 2015, fue incluida con la posición 19 entre las mujeres más ricas del planeta por la revista Forbes. En 2014, su puesto era el 34, mientras que en 2013 ocupaba el lugar 60.